# Horst Dassler
Horst Dassler (Herzogenaurach, Alemania, 1936-Erlangen, 9 de abril de 1987) era el hijo de Adi Dassler, fundador de Adidas. Horst Dassler inició Adidas-Francia en Landersheim, Francia, compitiendo contra Adidas-Alemania de su padre y contra su tío, fundador de PUMA.

## Trayectoria
Consiguió que Adidas fuera uno de los mayores fabricantes de artículos deportivos del mundo. Además en 1973 fundó la compañía de fabricación de artículos para la natación Arena. En 1980 dejó la dirección a su madre Käthe Dassler tras cuya muerte él fue presidente del consejo de la empresa desde 1985 hasta 1987.
Horst Dassler también fue responsable, junto a Patrick Nally, en la fundación de "El Club", un grupo exclusivo que invertía el dinero del marketing deportivo para controlar el deporte internacional. Dassler era muy aplicado, casi un adicto al trabajo, cegado por el poder, pero también como un talento comunicativo. Tenía amigos influyentes del deporte por todo el mundo y en la política, por lo que trató de usar estos contactos para la empresa Adidas.

## El patrocinio
A Horst Dassler se le conoce por ser el padre del patrocinio deportivo. Con el presidente de la FIFA João Havelange vio el potencial de encauzar la popularidad mundial del fútbol con los intereses de los grandes capitales. Con Patrick Nally empezaron a adquirir patrocinios de empresas 'de primer orden' como Coca-cola. Sus prácticas de negocio tenían pocos límites y David Yallop en su libro Cómo ellos robaron el juego, dice que su relación con Havelange consistía en "manejar las marionetas".

## Fallecimiento
El 9 de abril de 1987, Horst Dassler falleció a causa del cáncer a los 51 años de edad. Estaba casado y tenía dos hijos.